# Rouwrandspanner
De rouwrandspanner (Lycia zonaria, eerder Nyssia zonaria) is een nachtvlinder uit de familie van de spanners (Geometridae).

## Kenmerken
De voorvleugellengte bedraagt bij het mannetje tussen de 13 en 16 mm. De basiskleur van de vleugels is zilvergrijs, over de vleugel lopen bruine strepen. Het vrouwtje heeft alleen vleugelstompjes en kan niet vliegen. Bij beide geslachten loopt rond het achterlijf een oranje ringen tussen de segmenten.

## Levenscyclus
De rouwrandspanner gebruikt allerlei kruidachtige planten als waardplanten. De rups is te vinden van mei tot juli. De soort overwintert als pop. Er is jaarlijks een generatie die vliegt van in maart en april.

## Voorkomen
De soort komt verspreid van de Britse Eilanden via Centraal-Europa tot het Oeralgebied voor. De rouwrandspanner is in Nederland en in België zeer zeldzaam.

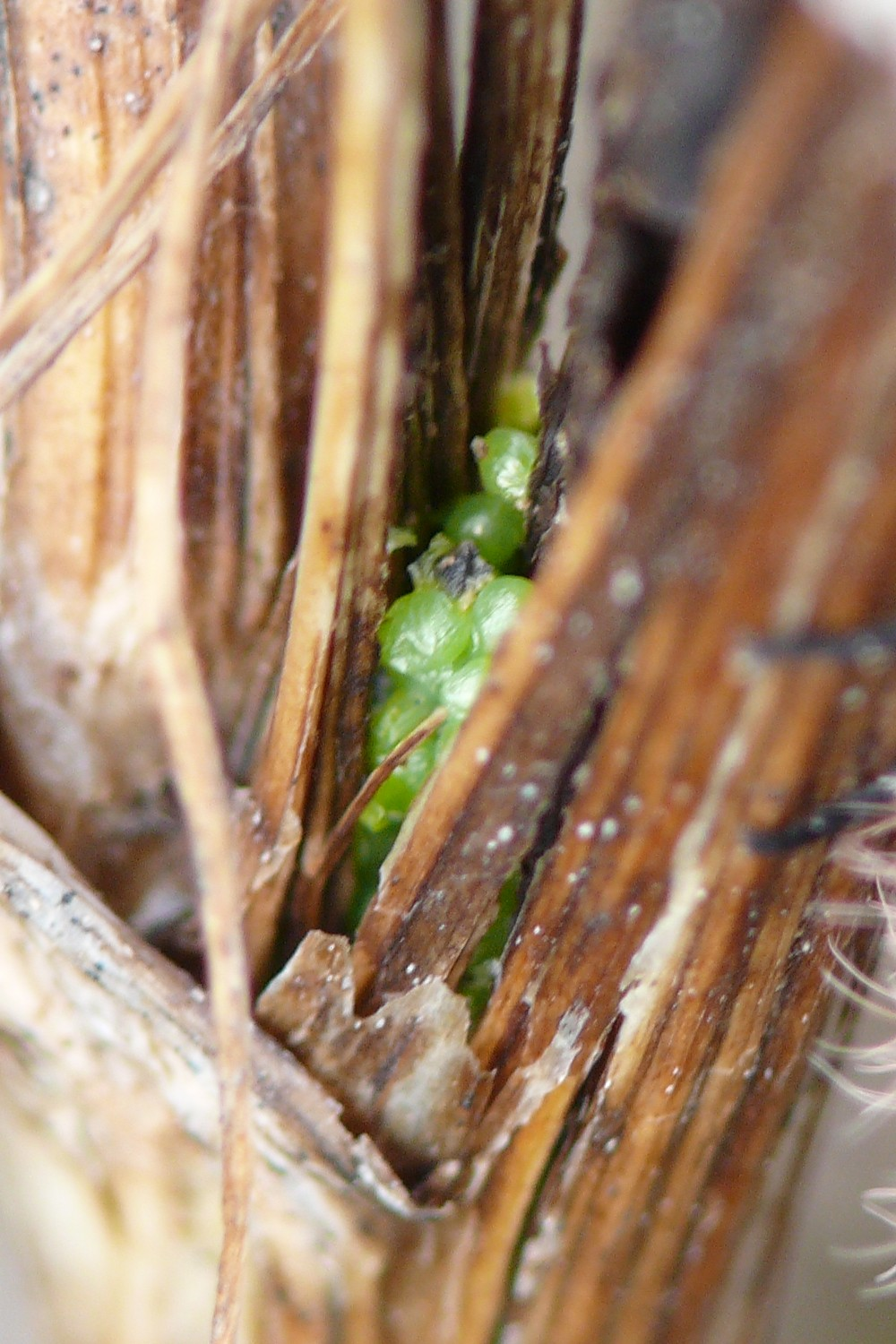
Eitjes